# Kitarō
Kitaro (喜多郎 Kitarō), (nacido como Masanori Takahashi (高橋正則 Takahashi Masanori) el 4 de febrero de 1953, en Toyohashi, Prefectura de Aichi, Japón), es un músico, compositor y multiinstrumentista japonés. Su nombre artístico le fue dado por sus amigos posteriormente, quienes lo sacaron de un personaje de una serie manga de la televisión japonesa llamado Kitarō, de GeGeGe no Kitarō. Es hijo de una familia de granjeros sintoístas.

## Biografía

### Vida personal
Entre 1983 y 1990 estuvo casado con Yuki Taoka. Yuki es hija de Kazuo Taoka, el padrino de Yamaguchi-gumi, el sindicato Yakuza más grande de Japón. Kitaro y Yuki tienen un hijo, Ryunosuke, que vive en Japón. Ellos se separaron porque Kitaro trabajaba la mayor parte del tiempo en los Estados Unidos y ella vivía y trabajaba en Japón. A mediados de 1990 Kitaro se casó con Keiko Matsubara, una profesional de la música que ha participado en varios de sus álbumes. Kitaro vivió con ella y el hijo de ambos en Ward, Colorado en una extensión de 180 acres (730,000 m²). Construyó en su casa un estudio de 2500 pies cuadrados (230 m²) (es lo suficientemente grande como para albergar a una orquesta de 70 componentes), en el que compuso la obra "Mochi House". Kitaro y Keiko se trasladaron posteriormente a Occidental, California.

### Primeros años
Inspirado por la música del R&B de Otis Redding, aprendió por su cuenta a tocar la guitarra. A este respecto él señala que nunca tuvo una educación musical y que sólo aprendió a confiar en sus oídos y en sus sentimientos. Atribuye sus creaciones a una fuerza que está más allá de él. "Esta música no proviene de mi mente," señala. "Es del cielo, pasa a través de mi cuerpo y sale por mis dedos convirtiéndose en una composición. A veces me maravillo. Nunca practico. No leo ni escribo música, pero mis dedos se mueven. Me pregunto, '¿De quién es esta canción?' Escribo mis temas pero no son mis temas."[cita requerida]
Mientras asistía al Toyohashi Commercial High School, organizó con unos amigos el grupo Albatross. En esa época, ellos tocaban en fiestas y clubes. Durante la enseñanza secundaria comenzó tocando la guitarra pero luego se cambió al teclado. Justo antes de las actuaciones el baterista tuvo un accidente y Kitaro le sustituyó. Poco tiempo después el bajista sufrió una lesión y tuvo que aprender también a tocar el bajo.
Cuando terminó el colegio se fue a Tokio y comenzó a buscar bandas para tocar. Tocaba el teclado y descubrió el sintetizador. Sus padres se opusieron a que continuase con su carrera musical porque tenían otros planes para él. Sin embargo, se fue de su casa y se mantuvo haciendo trabajos de media jornada como cocinero y trabajos en la administración pública mientras componía sus temas por las noches.
A principios de los años 70, se dedicó totalmente al teclado. Se unió a la banda Far East Family Band (La Banda de la Familia del Lejano Oriente) y con ella recorrió el mundo. En Europa conoció al músico de sintetizadores alemán y exmiembro de Tangerine Dream Klaus Schulze. Schulze produjo dos álbumes para la banda y le dio a Kitaro consejos en relación con el uso de los sintetizadores. En 1976, dejó la banda y viajó por Asia (China, Laos, Tailandia e India).

### Solista
Al volver a Japón, comenzó su carrera de solista, en 1977. Los primeros dos álbumes Ten Kai y From the Full Moon Story se convirtieron en obras de culto para los admiradores del naciente movimiento de la Nueva Era. Dio su primer concierto sinfónico en el Small Hall de la Kosei Nenkin Kaikan en Shinjuku, Tokio. Durante este concierto Kitaro usó un sintetizador para recrear el sonido de 40 instrumentos diferentes, fue el primero en el mundo en hacerlo.
Kitaro es una persona muy modesta. "La naturaleza me inspira. Yo sólo soy un mensajero", señaló. "Para mí, algunos temas son como las nubes, otros son como el agua "[cita requerida]. Desde 1983, su respeto por la naturaleza lleva a Kitaro todos los años a dar las gracias a la Madre Naturaleza con un concierto especial en el Monte Fuji o cerca de su residencia en Colorado. Un día de luna llena de agosto toca un tambor taiko desde el atardecer hasta el amanecer. Frecuentemente sus manos llegan a sangrar.
Pero fue su famosa banda sonora para la serie NHK "Silk Road" la que llamó la atención internacional. Firmó un contrato con Geffen Records para la distribución mundial de sus obras en 1986. En 1987, colaboró con diferentes músicos, como por ejemplo, Micky Hart (Grateful Dead) y Jon Anderson (Yes) y las ventas de sus discos llegaron a 10 millones de copias a nivel mundial. En esa época fue nominado en dos ocasiones al Grammy y ganó un premio en 1994 a la "Mejor Partitura Original" por la banda sonora (de la película "Heaven & Earth"). Su mayor éxito musical fue el Premio Grammy de 2001 por su álbum Thinking of You.

## Otros trabajos
Ha trabajado también con el virtuoso de la guitarra Marty Friedman, exintegrante de Megadeth, en el álbum "Scenes" que produjo un impacto significativo en el siguiente lanzamiento de Kitaro, "Mandala". Kitaro también compuso la banda sonora de la película de Oliver Stone, Heaven and Earth.

## Discografía (álbumes)

### Kitaro
- 1978 - Ten Kai, Astral Trip [Astral Voyage]
- 1979 - Daichi [From The Full Moon Story / Full Moon Story]
- 1979 - Oasis
- 1980 - Silk Road [Silk Road Volume 1] (banda sonora)
- 1980 - Silk Road II [Silk Road Volume 2] (banda sonora)
- 1980 - In Person [In Person Digital] (en directo)
- 1980 - Silk Road Suite (London Symphony Orchestra dirigida por Paul Buckmaster)
- 1981 - Silk Road III Tun Huang [Tunhuang / Tonko] (banda sonora)
- 1981 - Ki (banda sonora)
- 1981 - Best Of Kitaro [Best Selection / Best Of Kitaro Volume 1] (recopilación 1979-1981)
- 1981 - World Of Kitaro (London National Philharmonic Orchestra dirigida por John Lubbock)
- 1982 - Queen Millennia 1000 [Millennia] (banda sonora)
- 1982 - Symphonic Suite Queen Millenia (Los Angeles Symphonic Orchestra dirigida por John Lubbock; sólo Japón)
- 1982 - Kitaro At Budokan (en directo, sólo Taiwán)
- 1983 - Silk Road IV Tenjiku [Silkroad Ten-Jiku / India] (banda sonora)
- 1983 - Symphonic Silk Road (NHK Grand Orchestra; sólo Japón)
- 1983 - Silver Cloud [Hiun / Flying Cloud]
- 1983 - Caravansary
- 1984 - My Best (recopilación 1979-1981)
- 1984 - Asia Tour Super Live [Live In Asia / Asia] (en directo)
- 1984 - Kitaro No Kiseki [World Of Kitaro] (Royal Symphonic Orchestra; sólo Japón)
- 1985 - Endless Journey [Toward The West / Towards The West]
- 1986 - Tenku
- 1987 - The Light Of The Spirit
- 1988 - Ten Years [The Best Of Ten Years 1976-1986 / These 10 Years] (recopilación doble con regrabaciones de temas antiguos y dos temas nuevos)
- 1990 - Kojiki
- 1991 - Live In America (doble en directo)
- 1992 - Lady Of Dreams (con Jon Anderson en 2 temas, banda sonora del film "15 Girls Adrift Story"; sólo Japón)
- 1992 - Dream (con Jon Anderson en 4 temas, versión definitiva de Lady Of Dreams)
- 1993 - Heaven & Earth (banda sonora del film de Oliver Stone)
- 1994 - Mandala
- 1995 - Live In U.S.A. - An Enchanted Evening (en directo)
- 1995 - The Best Of Kitaro (recopilación 1987-1993)
- 1996 - Peace On Earth (álbum de Navidad)
- 1997 - Cirque Ingenieux
- 1997 - The Soong Sisters (junto a Randy Miller, banda sonora)
- 1998 - Gaia-Onbashira
- 1999 - Best Of Kitaro Volume 2 (recopilación 1986-1998, primera edición con CD adicional)
- 1999 - Thinking Of You
- 1999 - Shikoku 88 Kasho (banda sonora)
- 1999 - Noah's Ark (recopilación 1983-1985)
- 2000 - With The Earth (Photos and Words by Kitaro) (recopilación, libro de fotos con CD)
- 2001 - Ancient (banda sonora)
- 2002 - An Ancient Journey
- 2002 - Mizu Ni Inori Te (recopilación, varios temas nuevos)
- 2002 - Daylight, Moonlight Live In Yakushiji (en directo)
- 2003 - Sacred Journey of Ku-Kai
- 2003 - Best Of Silk Road (recopilación, varios temas regrabados)
- 2003 - Ninja Scroll - The Series (con Peter McEvilley, banda sonora)
- 2005 - Sacred Journey Of Ku-Kai, Volume 2
- 2006 - Kitaro Presents "Spiritual Garden"
- 2006 - The Kitaro Essential (CD+DVD; recopilación)
- 2007 - Sacred Journey Of Ku-Kai, Volume 3
- 2008 - The Definitive Collection (recopilación)
- 2008 - Toyo's Camera (banda sonora, recopilación)
- 2009 - Impressions Of The West Lake (banda sonora de obra escénica)
- 2010 - Sacred Journey Of Ku-Kai, Volume 4
- 2010 - 442 - Live With Honor, Die With Dignity (banda sonora en 2 volúmenes, recopilación)
- 2010 - Grammy Nominated (recopilación)
- 2012 - Silk Road Journey: The Ultimate Kitaro Collection (box-set antológico con 15 CD y un DVD)
- 2013 - Tamayura (banda sonora de obra escénica; CD+DVD)
- 2013 - Final Call
- 2013 - The Kitaro Quintessential (CD+DVD; recopilación)
- 2014 - Symphony Live In Istanbul (en directo)
- 2017 - Sacred Journey Of Ku-Kai, Volume 5

Maxi-singles especiales
- 1982 - Utopia [Theme Of Radio House Ginga]
- 1983 - Portopia '81
- 1984 - Four Seasons Of Quality

Recopilaciones adicionales
- 1985 - The Best
- 1985 - Silk Road Best
- 1985 - An Introduction (disco promocional)
- 1986 - Silk Road (doble, Silk Road I + Silk Road II)
- 1986 - All The Best
- 1986 - All The Best II
- 1986 - Kitaro Special
- 1987 - Super Best
- 1988 - Wärme: Cosmic Love (Musik Zur Ruhe-Music For Meditation-Vol.8)
- 1989 - Best 16 Hits
- 1989 - Sound Creator
- 1990 - Kitaro The Greatest
- 1990 - Best Collection
- 1991 - The Best (Kitaro-Himekami)
- 1994 - Tokusen (doble)
- 1994 - Tokusen II (doble, CD1 recopilación 1983-1985; CD2 en directo "Live in Osaka 1983")
- 1997 - Kitaro's World (box-set con 7 CD y libreto)
- 1997 - The Essential Collection
- 1998 - Six Musical Portraits
- 1998 - Twin Best (doble)
- 2001 - Healing Forest
- 2002 - Ashu Chakan [Asian Cafe]
- 2005 - NHK Silk Road Master Piece Collection Vol. 1 (Royal Symphonic Orchestra)
- 2005 - NHK Silk Road Master Piece Collection Vol. 2 (Royal Symphonic Orchestra)
- 2005 - NHK Silk Road Master Piece Collection Vol. 3 (Royal Symphonic Orchestra)
- 2006 - The Essential Kitaro N.º 2
- 2009 - From Silk Road To Ku-Kai (box-set recopilatorio con 10 CD)
- 2009 - Best Of Kitaro (CCCO FabFour) (estuche recopilatorio con 4 CD)
- 2009 - Digital Box Set (descarga digital, 4 volúmenes)
- 2010 - Osaka-Jo Hall Live In 1983 (en directo, descarga digital)
- 2011 - Celestial Scenery: Silk Road Legend, Volume 1 (descarga digital)
- 2011 - Celestial Scenery: Silent Praying, Volume 2 (descarga digital)
- 2011 - Celestial Scenery: Faraway Land, Volume 3 (descarga digital)
- 2011 - Celestial Scenery: Eternal Trip, Volume 4 (descarga digital)
- 2011 - Celestial Scenery: Holy Vibration, Volume 5 (descarga digital)
- 2011 - Celestial Scenery: Breezing Universe, Volume 6 (descarga digital)
- 2011 - Celestial Scenery: Fairy Stories, Volume 7 (descarga digital)
- 2011 - Celestial Scenery: Divine Spirit, Volume 8 (descarga digital)
- 2011 - Celestial Scenery: Galactic Flight, Volume 9 (descarga digital)
- 2011 - Celestial Scenery: Heart Beat, Volume 10 (descarga digital)
- 2011 - Kitaro Golden Best (doble)
- 2012 - Silk Road Best (doble)
- 2013 - The Premium Best Kitaro Silk Road No Sekai (doble)
- 2014 - Kukai No Tabi Series Set (estuche con 4 CD)
- 2014 - The Deluxe Audio & Visual Collection (2CDs y DVD)
- 2014 - Silk Road Best In (SACD)
- 2014 - Kojiki - A Story In Concert (en directo)

### Kitaro con el grupo "Far East Family Band"
- 1975 - The Cave Down To The Earth
- 1975 - Nipponjin (producido por Klaus Schulze)
- 1976 - Parallel World (producido por Klaus Schulze)

Kitaro no participó en los discos "Far Out" (Far Out-1973) y "Tenkujin" (Far East Family Band-1977).

### Colaboraciones
- 1980 - Silk Road Suite (conducida por Paul Buckmaster con la Orquesta Sinfónica de Londres)
- 1982 - World of Kitaro (conducida por Jeremy Lubbock con National Philharmonic Orchestra)
- 1988 - Gyuto Monks – Freedom Chants from the Roof of the World (además con Philip Glass y Mickey Hart)
- 1992 - Marty Friedman – Scenes, producido por Kitaro
- 1995 - Nawang Khechog – Karuna, producido por Kitaro
- 1996 - Yu-Xiao Guang – Kitaro's World of Music (recreaciones de temas originales de Kitaro)
- 2003 - Peter McEvilley, Rachel Leslie – Ninja Scroll : The Series (banda sonora)
- 2006 - Ryuta Yoshimura – Hayazaki no Hana (banda sonora)
- 2012 - Let Mother Earth Speak (además con Dennis Banks)

### Videos (VHS/Laserdisc/DVD)
- 1982 - Kitaro at Budokan
- 1983 - Live in Osaka
- 1991 - Live in America
- 1998 - Kojiki: A Story in Concert
- 1999 - An Enchanted Evening
- 1999 - The Light of the Spirit
- 2001 - Thinking of You
- 2001 - Tamayura (con Koichi Tamano)
- 2001 - Peace on Earth
- 2001 - The Best of Kitaro
- 2005 - Daylight, Moonlight: Live in Yakushi-ji
- 2010 - Live in Zacatecas, Mexico